# Рабин, Хаим Менахем
Хаим Менахем Рабин (ивр. חיים מנחם רבין‎ ; 1915—1996) — немецкий, британский и израильский профессор иврита и семитских языков.

## Биография
Хаим Рабин родился в Гиссене, Германия, 22 ноября 1915 года, в семье Израиля и Мартель Рабин. Завершив учёбу в школе в апреле 1933 года, он провёл 1933—1934 годы в Палестине, обучаясь в Еврейском университете в Иерусалиме.
Затем он эмигрировал в Англию, в конце концов став подданным Великобритании. Поступил в Школу востоковедения Лондонского университета, где в 1937 году получил степень бакалавра. В 1939 году получил докторскую степень за диссертацию под названием «Исследования ранних арабских диалектов» в ныне переименованной Школе восточных и африканских исследований (SOAS), где с 1938 года работал лектором.
С началом войны он был ненадолго интернирован на острове Мэн, но вскоре освобождён. В 1941 году перешёл в Оксфордский университет, где получил степень магистра, затем доктора философии. В 1942 году защитил диссертацию на тему «Развитие синтаксиса постбиблейского иврита». В 1943 году был назначен преподавателем постбиблейского иврита.
В 1956 году со своей женой Батьей эмигрировал в Израиль и занял пост доцента, а затем профессора еврейского языка в Еврейском университете в Иерусалиме, где он оставался до выхода на пенсию в 1985 году.
На Второй международной конференции-семинаре по тамильским исследованиям, проходившей в Мадрасе (ныне Ченнаи), Индия, профессор Рабин представил исследование «Доказательства заимствований в библейском иврите для торговли между Тамил Наду и Палестиной в первом тысячелетии до н. э» и спроецировал свои надежды, «что когда-нибудь тамильский ученый попытается обнаружить, есть ли в тамильском языке какие-либо заимствования из иврита или из южно-арабского языка».
Интерес молодости Хаима Рабина к арабским диалектам привёл его к изучению всех аспектов древнееврейской лингвистики, в частности, переводов языка Библии, рукописей Мертвого моря и подробному изучению средневековых кодексов. Он сменил Моше Гошен-Готштейна на посту главного редактора Библейского проекта Еврейского университета.
Рабин был пионером в обучении израильских переводчиков. Вместе с Шошаной Блум он основал кафедру научного перевода Еврейского университета. Он был членом Академии еврейского языка и умер в Иерусалиме 13 мая 1996 года.

## Опубликованные работы
- Hayim M. Nahmad with C. Rabin: Everyday Arabic: conversations in Syrian and Palestinian colloquial Arabic with vocabulary, phonetic and grammatical introduction, lists of useful culinary, military, political and commercial terms. with a Foreword by H. A. R. Gibb. London: Dent, 1940
- Arabic Reader. London: Lund Humphries 1947
- Everyday Hebrew — Twenty-nine Simple Conversations with English Translation and Full Grammatical Introduction London: Dent 1948
- Hebrew Reader. London: Lund Humphries 1949
- Ancient West-Arabian: a study of the dialects of the Western Highlands of Arabia in the sixth and seventh centuries A.D. London: Taylor’s Foreign Press 1951
- Maimonides, The guide of the perplexed, with introduction and commentary by Julius Guttmann. translated from the Arabic by Chaim Rabin. London: East and West Library 1952
- The Zadokite Documents. I. The Admonition, II. The Laws. Edited with a translation and notes by Chaim Rabin. Oxford: Clarendon Press 1954
- The Beginnings of Classical Arabic. in Studia Islamica 4 (1955) pp. 19-37. reprinted in Ibn Warraq, What the Koran Really Says (2002)
- «Alexander Jannaeus and the Pharisees». in: Journal of Jewish Studies 7 (1956), pp. 3-11
- Qumran Studies. Oxford University Press 1957. republished Schocken 1975
- «The Linguistics of Translation». in: A. D. Booth (ed.), Aspects of Translation (Studies in Communications 2), London: Secker and Warburg 1958, pp. 123ff
- (with Yigael Yadin), Aspects of the Dead Sea scrolls. Jerusalem: Magnes Press, Hebrew University 1958
- Studies in the Bible : edited on behalf of the Institute of Jewish Studies in the Faculty of Humanities. Jerusalem: Magnes Press, Hebrew University 1961
- «Etymological Miscellanea», in: Scripta Hierosolymitana 8 (1961), pp. 384—400.
- Essays on the Dead Sea scrolls. In memory of E. L. Sukenik. Jerusalem : Hekhal Ha-Sefer, 1961
- Yigael Yadin (edited with commentary), The scroll of the War of the Sons of Light against the Sons of Darkness, translated by Batya and Chaim Rabin. London: Oxford University Press 1962
- Die Renaissance der hebräischen Sprache. Zürich : Israel-Informations-Büro, 1963
- The influence of different systems of Hebrew orthography on reading efficiency. Jerusalem: The Israel Institute of Applied Social Research 1968
- Loanword Evidence in Biblical Hebrew for Trade between Tamil Nad and Palestine in the First Millenium B.C.. in Asher R. E. (ed), Proceedings of the Second International Conference Seminar of Tamil Studies (1971), vol.1, pp. 432—440.
- Thesaurus of the Hebrew language in dictionary form. Jerusalem: Kiryat Sepher, 1970—1973
  - Thesaurus of the Hebrew … ; Volume I. 1970
  - Thesaurus of the Hebrew … ; Volume II. 1973
- A Short History of the Hebrew Language. Publishing Department of the Jewish Agency (1973)
- Chaim Rabin (Editor): Bible Translation: An Introduction. Israel: Bialik, 1984 (previously published in: Encyclopaedia biblica, 8 (1982), 737—870)
- Die Entwicklung der hebräischen Sprache. Wiesbaden : Reichert in Komm., 1988 (publications of the Hochschule für Jüdische Studien Heidelberg, Nr. 2)
- Chaim Rabin, Zvi Raday: Otsar ha-milim. Milim, tserufim e-imrot. (Thesaurus of the Hebrew Language in Dictionary Form. Edited by Chaim Rabin and Zvi Raday. 3 vols. Jerusalem, Sivan Press (1988) [contents: vol 1. A-L; vol 2. M-P; vol 3. TZ-T.]
- Chaim Rabin, Tzvi Raday: Hamilon HeHadash LaTanach (The New Bible Dictionary). (in Hebrew), 3 vols. Jerusalem: Keter Publishing House, 1989
- Semitic Languages — An Introduction. The Bialik Institute (Mosad Bialik) 1991
- Linguistic Studies : Collected Papers in Hebrew and Semitic Languages. Jerusalem, Israel: Bialik Institute, 1999
- The development of the syntax of post-biblical Hebrew. Leiden; Boston: Brill 2000. ISBN 90-04-11433-5.